# Лицей НГТУ
Инженерный лицей НГТУ — среднее образовательное учреждение, основанное на базе Новосибирского государственного технического университета.

## Структура и учебный процесс
На весенних каникулах каждого года девятиклассники сдают вступительный экзамен, по результатам которого набираются 5-7 групп по 26—28 человек. В каждой группе есть определённое профильное направление:
- 1 — физическая группа (профильный предмет: физика)
- 4 — мультипрофильная группа (2 подгруппы, у одной профильный предмет: экономика, у другой: химия и биология)
- 2, 3, 5, 6, 7 — физико-математические группы (профильные предметы: физика и математика)

Каждая группа 11-х классов шефствует над соответствующей группой 10-х классов.
Для организации праздников, соревнований и внутрилицейских событий в общем была создана ЛИГа (Лицейская инициативная группа), которая помимо всего прочего ведёт «Радио на двух этажах» и газету «МЫсЛИцеем». Обязанности в ЛИГе распределяются на выездных сборах каждые полгода (летние и зимние каникулы).
Лицей с 1996 года входит в новосибирскую систему «школа-вуз» (в рамках Центра довузовского образования НГТУ). Процент выпускников образовательных учреждений ЦДО (включая лицей), успешно сдававших вступительные экзамены в НГТУ в 2001 и 2002 годах, в четыре раза превышал аналогичный процент среди выпускников других средних общеобразовательных учреждений в целом по городу и региону. Среди студентов НГТУ выпускники лицея имеют самую высокую успеваемость и самый низкий процент отчислений.

## Преподаватели Лицея
В преподавательском составе есть преподаватели НГТУ. Работают филиалы таких кафедр НГТУ, как:
- Кафедра инженерной математики[2]
- Кафедра русского языка[3]
- Кафедра общей физики[4]
- Кафедра инженерной графики[5]
- Кафедра химии[6]
- Кафедра физвоспитания и спорта[7]

## История ИЛ НГТУ[8]

### 1995 год
Главным управлением образования администрации НСО принято решение об организации лицея на базе подготовительного отделения НГТУ. Приказом ректора директором-организатором лицея назначен Виктор Анатольевич Эстрайх.

### 1996 год
Управлением образования мэрии подписано постановление об открытии Технического лицея НГТУ. Директором назначен Борис Борисович Горлов. Обучение в лицее начали 160 десяти- и одиннадцатиклассников.

### 2002 год
Директором Лицея становится Маргарита Александровна Безлепкина. 

Технический лицей стал называться Лицеем НГТУ.
Создан клуб интеллектуальных игр.
По инициативе родителей и администрации создано Некоммерческое партнерство социальной поддержки Технического лицея НГТУ.

### 2005 год
Первое празднование Дня Лицея.
Зарегистрирован новый Устав муниципального общеобразовательного учреждения — Лицей НГТУ.

### 2009 год
Лицей признан лучшим средним образовательным учреждением г. Новосибирска в 2008/2009 учебном году. 

В лицей набрано шесть групп десятиклассников и одна группа восьмиклассников.
В начале 2009/10 учебного года Технический лицей НГТУ объединён со средней школой № 171 в Инженерный лицей НГТУ. Переезд в здание школы осуществлялся на осенних каникулах. Поэтому сейчас в лицее обучаются восемь одиннадцатых классов (семь групп лицея и школьный класс), шесть десятых, два девятых, два восьмых(один школьный, другой - лицейский), а также начальное звено СОШ № 171.

### 2010 год
Лицей одержал победу в областном конкурсе общеобразовательных учреждений на право создания специализированных классов математического и естественнонаучного направлений. В первый такой класс в лицее были набраны 25 учеников.

### 2014 год
Инженерный Лицей НГТУ вошел в Топ-500 лучших школ России. 

## Планы развития
На базе Инженерного лицея планируется открыть специализированное образовательное учреждение с элитными классами, ориентированными строго на естественные и естественно-технические науки, с отличными лабораториями и большим количеством возможностей для начальной научно-практический деятельности учеников.